# Андреас Франц Вилхелм фон Брандис
Андреас Франц Вилхелм фон Брандис (на немски: Andreas Franz Wilhelm Graf von Brandis, Freiherr zu Leonberg und Forst; † 18 април 1662, Виена) е имперски граф на Брандис в Лана, Южен Тирол и фрайхер на Леонберг и Форст в Бавария до границата с Австрия, императорски и кралски вице-президент на дворцовата камера във Виена.

## Произход и титла
Той е син на фрайхер Йохан Якоб Андреас фон Брандис, фрайхер на Леонберг и Форст (* 10 януари 1569; † 7 ноември 1629), хауптман на Тирол, бургграф на Тирол и историк, и съпругата му Сибила Мария Барбара Хендл цу Голдрайн.
Андреас Франц Вилхелм фон Брандис, заедно с брат му Файт Бено (хауптман на Тирол), е издигнат на имперски граф на 24 март 1654 г. от император Фердинанд III.
- Останки от замък Брандис
- Замъкът Леонбург в Южен Тирол
- Територията на Графството Леонберг ок. 1300

## Фамилия
Първи брак: на 20 юни 1618 г. с Мария Магдалена фон Кюенбург, дъщеря на фрайхер Йохан Георг фон Кюенбург († ок. 1639). Те имат един син:
- Йохан фон Брандис (* 1620; † 8 август 1658), граф, женен 1643 г. за Катарина Елизабет фон Квестенберг (* 1625), дъщеря на дипломата фрайхер Герхард фон Квестенберг († 1646); имат две дъщери

Втори брак: с Ева Мария фон Урзенбек, дъщеря на фрайхер Йохан Кристоф фон Урзенбек цу Лихтенщайн, Потчах, Вартенщайн и фрайин Хелена Потенциана фон Ламберг цу Ортенег и Отенщайн. Те имат три деца:
- Мария Терезия фон Брандис († 5 януари 1687), омъжена на 22 февруари 1650 г. за граф Карл Фердинанд фон Рапах (* 1620, † 28 октомври 1664, Аленщайг)
- Сузана Франциска фон Брандис († 31 декември 1676), омъжена на 5 ноември 1662 г. за граф Франц Леополд фон Тюрхайм (* 23 април 1624, Ебелсберг; † 12 ноември 1700, Виена)
- Адам Вилхелм фон Брандис (* 22 ноември 1636; † 26 април 1699), граф, женен на 29 юни 1670 г. във Виена за графиня Анна Мария Цвикл-Кисл цу Готшее (* 14 декември 1643, Грац; † 17 септември 1703, Виена); имат дъщеря